# Квартет Анскомбе

Чотири набори даних мають ідентичні статистичні характеристики, але їх графіки істотно різняться.

Квартет Анскомбе складається з чотирьох послідовностей з ідентичними значеннями простих статистичних властивостей, але їхні графіки істотно відрізняються. Кожен набір складається з 11 пар чисел. Квартет було складено в 1973 році математиком Ф. Дж. Анскомбе для ілюстрації важливості застосування графіків для статистичного аналізу, та вплив крайніх значень на властивості набору даних.
Всі набори мають такі властивості:
| Характеристика                | Значення                 |
| ----------------------------- | ------------------------ |
| Середнє значення змінної x    | 9.0                      |
| Дисперсія змінної x           | 10.0                     |
| Середнє значення змінної y    | 7.5                      |
| Дисперсія змінної y           | 3.75                     |
| Кореляція між змінними x та y | 0.816                    |
| Пряма лінійної регресії       | {\displaystyle y=3+0.5x} |

Самі послідовності наведено нижче. Значення x однакові для перших трьох послідовностей.
| I    | I     | II   | II   | III  | III   | IV   | IV    |
| ---- | ----- | ---- | ---- | ---- | ----- | ---- | ----- |
| x    | y     | x    | y    | x    | y     | x    | y     |
| 10.0 | 8.04  | 10.0 | 9.14 | 10.0 | 7.46  | 8.0  | 6.58  |
| 8.0  | 6.95  | 8.0  | 8.14 | 8.0  | 6.77  | 8.0  | 5.76  |
| 13.0 | 7.58  | 13.0 | 8.74 | 13.0 | 12.74 | 8.0  | 7.71  |
| 9.0  | 8.81  | 9.0  | 8.77 | 9.0  | 7.11  | 8.0  | 8.84  |
| 11.0 | 8.33  | 11.0 | 9.26 | 11.0 | 7.81  | 8.0  | 8.47  |
| 14.0 | 9.96  | 14.0 | 8.10 | 14.0 | 8.84  | 8.0  | 7.04  |
| 6.0  | 7.24  | 6.0  | 6.13 | 6.0  | 6.08  | 8.0  | 5.25  |
| 4.0  | 4.26  | 4.0  | 3.10 | 4.0  | 5.39  | 19.0 | 12.50 |
| 12.0 | 10.84 | 12.0 | 9.13 | 12.0 | 8.15  | 8.0  | 5.56  |
| 7.0  | 4.82  | 7.0  | 7.26 | 7.0  | 6.42  | 8.0  | 7.91  |
| 5.0  | 5.68  | 5.0  | 4.74 | 5.0  | 5.73  | 8.0  | 6.89  |